# Sport-Club Freiburg 2018-2019 (femminile)
Questa voce raccoglie le informazioni riguardanti la squadra femminile dello Sport-Club Freiburg nelle competizioni ufficiali della stagione 2018-2019.

## Stagione

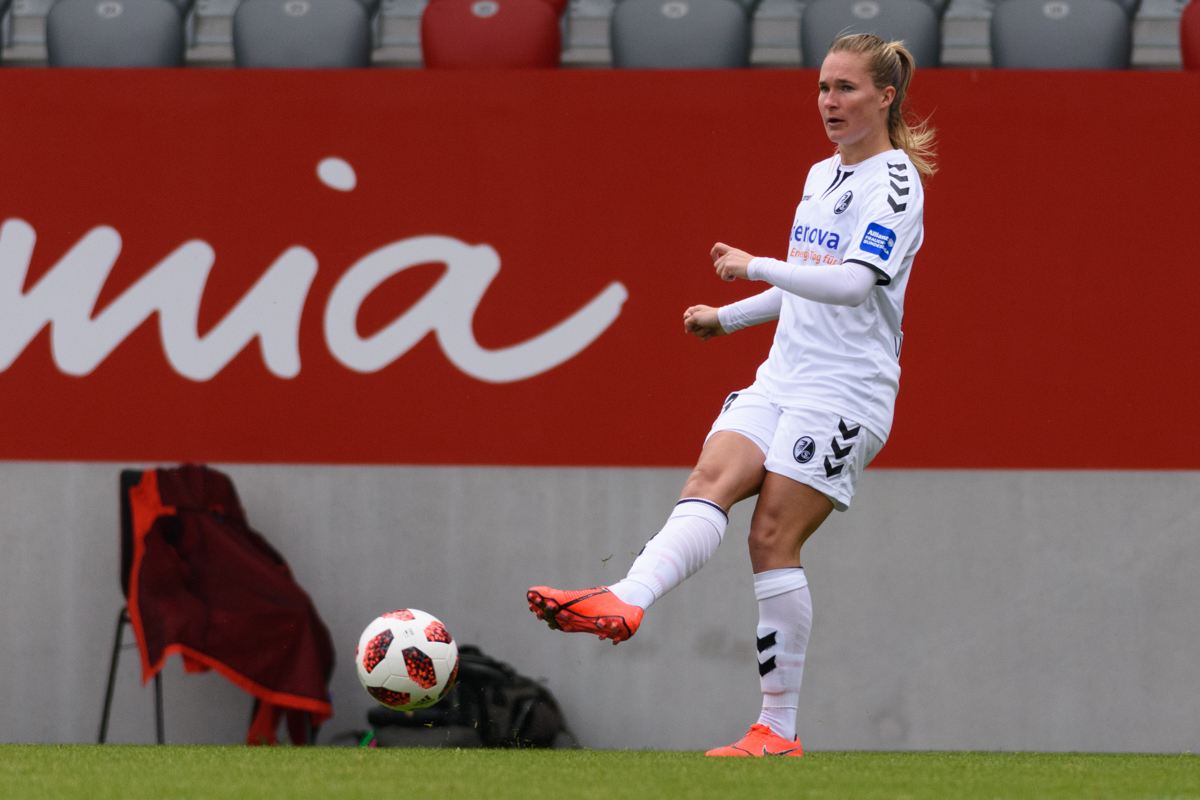
Desiree van Lunteren, neoacquisto del Friburgo, nel maggio 2019.

## Divise e sponsor
La grafica adottata era la stessa del Friburgo maschile. Lo sponsor principale è Badenova, quello tecnico, fornitore delle tenute, è Hummel.
| Casa | Trasferta | Terza divisa |

## Organigramma societario
Area tecnica
- Allenatore: Jens Scheuer (fino a nov. 2018)
- Allenatore: Daniel Kraus (da nov. 2018)
- Allenatore in seconda: André Olveira
- Allenatore in seconda: Willi Waibel
- Preparatori dei portieri: Elke Walther, Ingo Zschau
- Preparatori atletici: Jonathan Schaller, Hubert Mahler, Lena Zahn

## Rosa
Rosa, ruoli e numeri di maglia come da sito ufficiale, aggiornati al 7 ottobre 2018.
| N. |                     | Ruolo | Calciatrice       |
| -- | ------------------- | ----- | ----------------- |
| 1  | Germania (bandiera) | P     | Merle Frohms      |
| 2  | Germania (bandiera) | D     | Lisa Karl         |
| 5  | Germania (bandiera) | D     | Kim Fellhauer     |
| 6  | Giappone (bandiera) | C     | Hikaru Naomoto    |
| 7  | Germania (bandiera) | C     | Giulia Gwinn      |
| 8  | Germania (bandiera) | C     | Rebecca Knaak     |
| 9  | Germania (bandiera) | C     | Janina Minge      |
| 10 | Germania (bandiera) | C     | Sharon Beck       |
| 11 | Germania (bandiera) | A     | Hasret Kayikçi    |
| 12 | Germania (bandiera) | P     | Rafaela Borggräfe |
| 13 | Germania (bandiera) | A     | Sandra Starke     |
| 14 | Germania (bandiera) | A     | Ivana Fuso        |
| 15 | Germania (bandiera) | C     | Marie Müller      |

| N. |                        | Ruolo | Calciatrice                            |
| -- | ---------------------- | ----- | -------------------------------------- |
| 17 | Germania (bandiera)    | C     | Verena Wieder                          |
| 19 | Germania (bandiera)    | D     | Jobina Lahr                            |
| 20 | Germania (bandiera)    | C     | Greta Stegemann                        |
| 21 | Germania (bandiera)    | A     | Klara Bühl                             |
| 22 | Germania (bandiera)    | A     | Lena Lotzen                            |
| 23 | Paesi Bassi (bandiera) | C     | Desiree van Lunteren                   |
| 24 | Germania (bandiera)    | C     | Anja Maike Hegenauer                   |
| 25 | Austria (bandiera)     | D     | Virginia Kirchberger                   |
| 27 | Germania (bandiera)    | C     | Clara Schöne                           |
| 31 | Svizzera (bandiera)    | D     | Rachel Rinast                          |
| 32 | Germania (bandiera)    | P     | Lena Nuding                            |
| 33 | Germania (bandiera)    | D     | Carolin Schiewe                        |
|    | Germania (bandiera)    | A     | Stefanie Sanders (dal 1º gennaio 2019) |

## Calciomercato

### Sessione estiva
| Acquisti | Acquisti             | Acquisti         | Acquisti   |
| R.       | Nome                 | da               | Modalità   |
| -------- | -------------------- | ---------------- | ---------- |
| P        | Merle Frohms         | Wolfsburg        | definitivo |
| P        | Lena Nuding          | MSV Duisburg     | definitivo |
| D        | Virginia Kirchberger | MSV Duisburg     | definitivo |
| D        | Rachel Rinast        | Basilea          | definitivo |
| C        | Sharon Beck          | Hoffenheim       | definitivo |
| C        | Hikaru Naomoto       | Urawa Reds       | definitivo |
| C        | Desiree van Lunteren | Ajax             | definitivo |
| C        | Verena Wieder        | Bayern Monaco II | definitivo |
| A        | Lena Lotzen          | Bayern Monaco    | definitivo |

| Cessioni | Cessioni       | Cessioni        | Cessioni   |
| R.       | Nome           | a               | Modalità   |
| -------- | -------------- | --------------- | ---------- |
| P        | Laura Benkarth | Bayern Monaco   | definitivo |
| D        | Noemi Gentile  | Wolfsburg II    | definitivo |
| D        | Carolin Simon  | Olympique Lione | definitivo |
| C        | Julia Šimić    | West Ham        | definitivo |
| C        | Lina Magull    | Bayern Monaco   | definitivo |
| C        | Sarah Puntigam | Montpellier     | definitivo |
| A        | Lena Petermann | Turbine Potsdam | definitivo |

### Sessione invernale
| Acquisti | Acquisti         | Acquisti    | Acquisti   |
| R.       | Nome             | da          | Modalità   |
| -------- | ---------------- | ----------- | ---------- |
| A        | Stefanie Sanders | UCF Knights | definitivo |

| Cessioni | Cessioni      | Cessioni     | Cessioni    |
| R.       | Nome          | a            | Modalità    |
| -------- | ------------- | ------------ | ----------- |
| D        | Rachel Rinast | ASA Tel Aviv | in prestito |

## Risultati

### Frauen-Bundesliga

#### Girone di andata
| Willstätt 16 settembre 2018, ore 14:00 CEST 1ª giornata | Sand              | 0 – 0 referto | Friburgo | ORSAY-Stadion (1 278 spett.)\| Arbitro: \| Appelmann (Alzey) \| |
| Arbitro:                                                | Appelmann (Alzey) |               |          |                                                                 |

| Arbitro: | Joos (Leinfelden-Echterdingen) |

|                                                |           |  |
| Bühl 10’ Knaak 31’ (rig.) Wieder 55’ Gwinn 66’ | Marcatori |  |

| Arbitro: | Westerhoff (Bochum) |

|  |           |                           |
|  | Marcatori | 31’, 42’ Gwinn 80’ Wieder |

| Arbitro: | Söder (Ingolstadt) |

|  |           |                      |
|  | Marcatori | 5’ Makas 56’ Hoppius |

| Arbitro: | Wacker (Lehrensteinsfeld) |

|                           |           |  |
| Maritz 18’ Pajor 39’, 49’ | Marcatori |  |

| Arbitro: | Michel (Gau-Odernheim) |

|                                 |           |                  |
| Gwinn 46’ Wieder 50’ Starke 89’ | Marcatori | 56’, 75’ Waßmuth |

| Arbitro: | Wozniak (Herne) |

|                    |           |  |
| Huth 12’ Elsig 61’ | Marcatori |  |

| Arbitro: | Schwermer (Rieder) |

|                           |           |                                    |
| Starke 38’, 42’ Gwinn 81’ | Marcatori | 21’, 61’, 71’ Freigang 87’ Groenen |

| Arbitro: | Appelmann (Alzey) |

|                       |           |                       |
| Knaak 41’ Freutel 81’ | Marcatori | 14’ Schöne 71’ Müller |

| Arbitro: | Westerhoff (Bochum) |

|          |           |                                |
| Beck 17’ | Marcatori | 19’ Hendrich 90+2’ Lewandowski |

| Arbitro: | Hussein (Bad Harzburg) |

|  |           |                                  |
|  | Marcatori | 12’ Starke 66’ Schöne 90+1’ Lahr |

#### Girone di ritorno
| Arbitro: | Stolz (Pritzwalk) |

|                           |           |                            |
| Van Lunteren 49’ Beck 53’ | Marcatori | 24’ Prohaska 78’ Georgieva |

| Arbitro: | Diekmann (Dortmund) |

|  |           |                     |
|  | Marcatori | 5’ Gwinn 63’ Müller |

| Arbitro: | Weigelt (Lipsia) |

|                                                                 |           |  |
| Beck 12’, 62’ Starke 28’ Van Lunteren 30’ Schiewe 72’ Gwinn 80’ | Marcatori |  |

| Arbitro: | Wildfeuer (Lubecca) |

|                   |           |                                                                       |
| Radtke 75’ (rig.) | Marcatori | 24’ Bühl 34’ Beck 37’ Lahr 56’ Knaak 86’ (aut.) O'Riordan 87’ Sanders |

| Arbitro: | Appelmann (Alzey) |

|                         |           |                                 |
| Starke 6’ Sanders 90+4’ | Marcatori | 11’ Harder 68’ Wolter 86’ Pajor |

| Arbitro: | Michel (Gau-Odernheim) |

|                               |           |               |
| Lattwein 27’ Minge 74’ (rig.) | Marcatori | 30’ Hegenauer |

| Arbitro: | Derlin (Bad Schwartau) |

|                 |           |                                |
| Beck 57’ (rig.) | Marcatori | 60’ (rig.) Rauch 85’ Prašnikar |

| Francoforte sul Meno 20 aprile 2019, ore 14:00 CEST 19ª giornata | 1. FFC Francoforte | 0 – 0 referto | Friburgo | Stadion am Brentanobad (1 050 spett.)\| Arbitro: \| Biehl (Siesbach) \| |
| Arbitro:                                                         | Biehl (Siesbach)   |               |          |                                                                         |

| Arbitro: | Wozniak (Herne) |

|           |           |                               |
| Gwinn 74’ | Marcatori | 53’ (rig.) Wilde 61’ Oberdorf |

| Arbitro: | Stolz (Pritzwalk) |

|                                       |           |  |
| Rolfö 54’, 86’ Kirchberger 56’ (aut.) | Marcatori |  |

| Arbitro: | Heimann (Gladbeck) |

|          |           |          |
| Bühl 41’ | Marcatori | 9’ Cerci |

### DFB-Pokal
| Arbitro: | Diekmann (Dortmund) |

|  |           | |
|  | Marcatori | 7’ Hegenauer 11’ Van Lunteren 36’, 45’, 52’, 54’ Gwinn 43’ (rig.) Knaak 45’ Wieder 46’, 76’ Starke 48’ Lotzen 85’ Bühl |

| Arbitro: | Kunkel (Amburgo) |

|  |           |                                                |
|  | Marcatori | 19’ Bühl 54’ (aut.) Ostermeier 63’, 84’ Starke |

| Arbitro: | Heimann (Gladbeck) |

|             |           |                                                                   |
| Baghuis 67’ | Marcatori | 13’, 44’ Kirchberger 41’ Starke 53’ Van Lunteren 82’, 87’ Sanders |

| Arbitro: | Duske (Leverkusen) |

|  |           |                     |
|  | Marcatori | 26’ Minge 49’ Gwinn |

| Arbitro: | Kunkel (Amburgo) |

|           |           |  |
| Pajor 55’ | Marcatori |  |

## Statistiche

### Statistiche di squadra
| Competizione         | Punti | In casa | In casa | In casa | In casa | In casa | In casa | In trasferta | In trasferta | In trasferta | In trasferta | In trasferta | In trasferta | Totale | Totale | Totale | Totale | Totale | Totale | DR  |
| Competizione         | Punti | G       | V       | N       | P       | Gf      | Gs      | G            | V            | N            | P            | Gf           | Gs           | G      | V      | N      | P      | Gf     | Gs     | DR  |
| -------------------- | ----- | ------- | ------- | ------- | ------- | ------- | ------- | ------------ | ------------ | ------------ | ------------ | ------------ | ------------ | ------ | ------ | ------ | ------ | ------ | ------ | --- |
| Frauen-Bundesliga    | 26    | 11      | 3       | 2       | 6       | 24      | 20      | 11           | 4            | 3            | 4            | 17           | 13           | 22     | 7      | 5      | 10     | 41     | 33     | +8  |
| DFB-Pokal der Frauen | -     | -       | -       | -       | -       | -       | -       | 5            | 4            | 0            | 1            | 24           | 2            | 5      | 4      | 0      | 1      | 24     | 2      | +22 |
| Totale               | -     | 11      | 3       | 2       | 6       | 24      | 20      | 16           | 8            | 3            | 5            | 41           | 15           | 27     | 11     | 5      | 11     | 65     | 35     | +30 |

### Andamento in campionato
| Giornata  | 1 | 2 | 3 | 4 | 5 | 6 | 7 | 8 | 9 | 10 | 11 | 12 | 13 | 14 | 15 | 16 | 17 | 18 | 19 | 20 | 21 | 22 |
| --------- | - | - | - | - | - | - | - | - | - | -- | -- | -- | -- | -- | -- | -- | -- | -- | -- | -- | -- | -- |
| Luogo     | T | C | T | C | T | C | T | C | T | C  | T  | C  | T  | C  | T  | C  | T  | C  | T  | C  | T  | C  |
| Risultato | N | V | V | P | P | V | P | P | N | P  | V  | N  | V  | V  | V  | P  | P  | P  | N  | P  | P  | N  |
| Posizione | 6 | 4 | 2 | 4 | 8 | 5 | 7 | 7 | 7 | 8  | 7  | 7  | 7  | 6  | 5  | 5  | 6  | 6  | 6  | 7  | 7  | 7  |

Legenda:

Luogo: C = Casa; T = Trasferta. Risultato: V = Vittoria; N = Pareggio; P = Sconfitta.

### Statistiche delle giocatrici
+
| Giocatore       | Frauen-Bundesliga | Frauen-Bundesliga | Frauen-Bundesliga | Frauen-Bundesliga | DFB-Pokal der Frauen | DFB-Pokal der Frauen | DFB-Pokal der Frauen | DFB-Pokal der Frauen | Totale   | Totale | Totale      | Totale     |
| Giocatore       | Presenze          | Reti              | Ammonizioni       | Espulsioni        | Presenze             | Reti                 | Ammonizioni          | Espulsioni           | Presenze | Reti   | Ammonizioni | Espulsioni |
| --------------- | ----------------- | ----------------- | ----------------- | ----------------- | -------------------- | -------------------- | -------------------- | -------------------- | -------- | ------ | ----------- | ---------- |
| S. Beck         | 17                | 6                 | 0                 | 0                 | 2                    | 0                    | 0                    | 0                    | 19       | 6      | 0           | 0          |
| R. Borggräfe    | 0                 | 0                 | 0                 | 0                 | 0                    | 0                    | 0                    | 0                    | 0        | 0      | 0           | 0          |
| K. Bühl         | 21                | 3                 | 0                 | 0                 | 5                    | 2                    | 0                    | 0                    | 26       | 5      | 0           | 0          |
| K. Fellhauer    | -                 | -                 | -                 | -                 | -                    | -                    | -                    | -                    | -        | -      | -           | -          |
| M. Frohms       | 16                | -27               | 2                 | 0                 | 2                    | -1                   | 0                    | 0                    | 18       | -28    | 2           | 0          |
| I. Fuso         | 2                 | 0                 | 0                 | 0                 | 0                    | 0                    | 0                    | 0                    | 2        | 0      | 0           | 0          |
| G. Gwinn        | 22                | 8                 | 1                 | 0                 | 4                    | 5                    | 0                    | 0                    | 26       | 13     | 1           | 0          |
| A. Hegenauer    | 18                | 1                 | 0                 | 0                 | 5                    | 1                    | 0                    | 0                    | 23       | 2      | 0           | 0          |
| L. Karl         | 6                 | 0                 | 0                 | 0                 | 1                    | 0                    | 0                    | 0                    | 7        | 0      | 0           | 0          |
| H. Kayikçi      | 1                 | 0                 | 0                 | 0                 | -                    | -                    | -                    | -                    | 1        | 0      | 0           | 0          |
| V. Kirchberger  | 14                | 0                 | 2                 | 0                 | 4                    | 2                    | 0                    | 0                    | 18       | 2      | 2           | 0          |
| R. Knaak        | 21                | 2                 | 0                 | 0                 | 5                    | 1                    | 0                    | 0                    | 26       | 3      | 0           | 0          |
| J. Lahr         | 19                | 2                 | 1                 | 0                 | 4                    | 0                    | 1                    | 0                    | 23       | 2      | 2           | 0          |
| L. Lotzen       | 12                | 0                 | 0                 | 0                 | 4                    | 1                    | 0                    | 0                    | 16       | 1      | 0           | 0          |
| J. Minge        | 21                | 0                 | 1                 | 0                 | 4                    | 1                    | 2                    | 0                    | 25       | 1      | 3           | 0          |
| M. Müller       | 6                 | 2                 | 0                 | 0                 | 2                    | 0                    | 0                    | 0                    | 8        | 2      | 0           | 0          |
| H. Naomoto      | 19                | 0                 | 0                 | 0                 | 3                    | 0                    | 0                    | 0                    | 22       | 0      | 0           | 0          |
| L. Nuding       | 6                 | -6                | 0                 | 0                 | 3                    | -1                   | 0                    | 0                    | 9        | -7     | 0           | 0          |
| R. Rinast       | 4                 | 0                 | 0                 | 0                 | 1                    | 0                    | 0                    | 0                    | 5        | 0      | 0           | 0          |
| S. Sanders      | 6                 | 2                 | 0                 | 0                 | 1                    | 2                    | 0                    | 0                    | 7        | 4      | 0           | 0          |
| C. Schiewe      | 5                 | 1                 | 0                 | 0                 | 1                    | 0                    | 0                    | 0                    | 6        | 1      | 0           | 0          |
| C. Schöne       | 11                | 2                 | 2                 | 0                 | 2                    | 0                    | 0                    | 0                    | 13       | 2      | 2           | 0          |
| S. Starke       | 21                | 6                 | 0                 | 0                 | 5                    | 5                    | 0                    | 0                    | 26       | 11     | 0           | 0          |
| G. Stegemann    | 6                 | 0                 | 1                 | 0                 | 3                    | 0                    | 0                    | 0                    | 9        | 0      | 1           | 0          |
| D. Van Lunteren | 20                | 2                 | 2                 | 0                 | 5                    | 2                    | 0                    | 0                    | 25       | 4      | 2           | 0          |
| V. Wieder       | 11                | 3                 | 0                 | 0                 | 3                    | 1                    | 0                    | 0                    | 14       | 4      | 0           | 0          |